# Tennis da spiaggia ai Giochi del Mediterraneo sulla spiaggia
Il tennis da spiaggia è inserito nel programma dei Giochi del Mediterraneo sulla spiaggia sin dall'edizione inaugurale che si è svolta nel 2013, comprendendo un torneo maschile, un'analoga gara femminile e un torneo misto. 

## Edizioni
| Giochi | Anno | Sede      | Gare |
| ------ | ---- | --------- | ---- |
| I      | 2015 | Pescara   | 3    |
| II     | 2019 | Patrasso  | 3    |
| III    | 2023 | Heraklion | 3    |

## Medagliere complessivo
Aggiornato alla seconda edizione
| Pos.   | Paese      | Oro | Argento | Bronzo | Totale |
| ------ | ---------- | --- | ------- | ------ | ------ |
| 1      | Italia     | 8   | 6       | 1      | 16     |
| 2      | Francia    | 1   | 1       | 1      | 3      |
| 3      | Spagna     | 0   | 2       | 3      | 5      |
| 3      | San Marino | 0   | 0       | 3      | 3      |
| 5      | Slovenia   | 0   | 0       | 1      | 1      |
| Totale | Totale     | 9   | 9       | 9      | 27     |